# Primarette
Primarette é uma comuna francesa na região administrativa de Auvérnia-Ródano-Alpes, no departamento de Isère. Estende-se por uma área de 21,76 km². Em 2010 a comuna tinha 735 habitantes (densidade: 33,8 hab./km²).